# Carla Paredes
Carla Marina Paredes Reyes (Puerto Cortés, 1966) es una médica epidemióloga, funcionaria y política hondureña. Desde el 4 de enero de 2024 es la secretaria de Salud de la República, bajo la administración de Xiomara Castro.
Previamente fue directora del Hospital Escuela.Y anteriormente, durante el año 2022 y parte del 2023, fue Directora del Hospital Santa Bárbara Integrado.

## Biografía
Nacida en 1966 en Puerto Cortés, Cortés, y criada en El Progreso, Yoro. Graduada como médica de la Facultad de Ciencias Médicas de la Universidad Nacional Autónoma de Honduras, Paredes se especializó en epidemiología y egresó de un máster en administración hospitalaria, ambos obtenidos en la Universidad de Chile. También posee un doctorado en medicina por la Universidad de Santiago de Compostela.
Ha sido consultora de la Organización Panamericana de la Salud, el Banco Mundial y las Naciones Unidas.
En 2017, fue decana de la Facultad de Ciencias de la Salud de la Universidad Tecnológica Centroamericana (Unitec). 
Se desempeñó como médica epidemióloga en el Hospital Integrado de Santa Bárbara. A nivel privado, fue directora del Hospital del Valle y del Hospital Bendaña, en San Pedro Sula, Cortés.

## Carrera política
En el ámbito político, durante las elecciones generales de 2017, Paredes Reyes se unió al partido Libertad y Refundación y fue elegida como regidora municipal de Gualala, Santa Bárbara para el período 2018-2022. Sin embargo, el 30 de abril de 2018, decidió retirarse de dicho cargo.
Posteriormente, el 12 de febrero de 2022, fue designada como directora del Hospital Integrado de Santa Bárbara, y el 5 de junio de 2023 fue oficializada como directora del Hospital Escuela, la principal institución de asistencia hospitalaria pública en Honduras.
El 1 de enero de 2024, la presidenta Xiomara Castro la nombró secretaria de Salud de Honduras, sucediendo a José Manuel Matheu.